# Vindahurka bünti
A Vindahurka bünti (Grounded Vindaloop) a South Park című amerikai animációs sorozat 254. része (a 18. évad 7. epizódja). Elsőként 2014. november 12-én sugározták az Egyesült Államokban. Magyarországon 2015. április 7-én mutatta be a magyar Comedy Central.
Az epizód témája a virtuális valóság-szemüvegek elterjedése, közöttük is kimondottan az Oculus Rifté. Emellett számos utalást tartalmaz sci-fi filmekre, valamint kifigurázza a call centerek működését is.

## Cselekmény
|  | Alább a cselekmény részletei következnek! |

Butters egy VR-szemüveggel és fejhallgatóval a fején jár-kel az iskolában, mert azt hiszi, hogy egy virtuális valóságban van. Valójában Cartman vicceli őt meg, és a háttérből egy walkie-talkie-n keresztül irányítja. Butters annyira meg van arról győződve, hogy amit lát, az nem a valóság, hogy amikor hazamegy, megüti az apját, amiért megbüntette; ezután ellop egy autót és még egy prostituáltra is megpróbál rátámadni, ám ekkor leszúrják. Már csak a kórházban tér magához az eszköze nélkül. Ekkor Cartman jelenik meg előtte, aki Morpheusnak öltözött a Mátrix című filmből, és előad neki egy monológot, amely a "Total Recall - Az emlékmás" című filmben is elhangzott a valóság mibenlétével kapcsolatosan. Elhiteti vele, hogy bennragadt a virtuális valóságban, ugyanis a VR-szemüveget nem a kilépési ponton (Cartman szobájában) vette le. Másnap Cartmant felhívja egy Steve nevű indiai ügyintéző az Oculus Rift ügyfélszolgálatától, aki közli vele, hogy igazából ő az, aki a virtuális valóságban ragadt. A valódi világban Liane katatón állapotban talál rá a fiára, a fején a szemüveggel. Közli a fiával, hogy túl sok időt tölt ezzel az eszközzel, de máskülönben nem csinál semmit, hanem csak ételt tesz le az asztalra és távozik.
Butters büntetésbe kerül, de fogalma sincs, hogy miért, mert nem csinált semmit. Cartman nem sokkal később megérkezik hozzá és elmondja neki, amit megtudott. Megfenyegeti azzal is, hogy ami a virtuális valóságban történik, az megtörténik a valóságban is, tehát a szobafogsága örökös lesz, ha nem hagyja, hogy segítsen neki. Ezalatt Kenny elviszi Stant és Kyle-t Cartman házába, ahol rátalálnak. Kyle felhívja az Oculus Rift ügyfélszolgálatot, ahol ismét Steve-et kapcsolják. Ő elmondja, hogy mivel a headsetekkel világszerte problémák léptek fel, ezért most visszahívják őket (ezt úgy hívják, "total recall"). Kyle azt hiszi, hogy ez csak egy vicc, mire Steve javasol egy megoldási lehetőséget: valakinek fel kell vennie a fejére a készüléket és a virtuális valóságba belépve rávenni Cartmant, hogy menjen el a belépési ponthoz. Kyle beleegyezik abba, hogy ő majd megpróbálja, ám ekkor Cartman felhívja a figyelmét, hogy a valóságban ő az, aki bennragadt a virtuális valóságban, és pont hogy Cartmant küldték az ő segítségére. Kyle felhívja a Best Buy üzletet, hogy megtudja, ki vásárolta az Oculus Riftet - azonban onnan átirányítják őket az ügyfélszolgálatra, ahol Steve veszi fel a telefont, Cartman és Kyle nagy döbbenetére.
Stephen és Linda Butters büntetéséről beszélgetnek, noha Stephen már nem is emlékszik arra, hogy miért büntették meg. Cartman és Kyle találkoznak Stannel, aki éppen Steve-vel telefonál. Stan közli velük, hogy ez a valóság, és Kenny az, akinek a fején van az eszköz. Cartman azonban azt mondja, hogy ő egy komputerprogram, tehát még mindig egy virtuális valóságban vannak. Stan megkérdezi Steve-től, hogy ki telefonált először, amire a férfi azt mondja, hogy Butters. A fiúk elindulnak megkeresni őt, és elfelejtenek válaszolni Steve kérdésére, hogy megfelelően tájékoztatta-e őket. Steve azt hiszi, hogy hiba van a vonalban, mire ő felhívja az ügyfélszolgálatot, ahol egy másik Steve veszi fel a telefont. A másik Steve közli vele, hogy semmi nem igaz abból, amit most lát, mert egy ügyfél felhívta őket a virtuális valóságból, és ezzel egy visszacsatolási hurkot hozott létre (amit Indiában "visszacsatolási vindahurkának" hívnak). Stan, Kyle és Cartman eljutnak Buttershöz, azt kérve, hogy hívja fel az ügyfélszolgálatot. Stephen rajtakapja őket, ezalatt Steve szól bele a telefonba: egy paradoxonban rekedtek mindannyian. Három dolgot nem szabad csinálni ugyanis a virtuális valóságban: meghalni, büntetést kapni, és felhívni az ügyfélszolgálatot. A paradoxont pedig csak egyféleképpen lehet feloldani: válaszolni kell arra a kérdésre, hogy kielégítően és korrekten tájékoztatta-e őket az ügyfélszolgálat, és elégedett-e vele az ügyfél. Mikor Stan közli, hogy igen, Butters, Stephen, Kyle és Cartman is eltűnnek, felfedve, hogy mindez igazából Stannel történt. Miközben Stan visszafelé tart a belépési pontra, Stephen úgy érzi, nem tudja, miért, de véget ért Butters büntetése is. Miután Stan visszatér Cartman szobájába, a belépési pontra, leveszi a fejéről a headsetet, és élőszereplős jelenetre vált a kép. Kyle megkérdezi tőle, hogy mit szól az Oculushoz, mire Stan azt feleli: egész király, de a grafika szar. Még a stáblista előtt megjelenik Butters is örvendezve, hogy már nincs büntetésben.

## Készítése
Az epizód DVD-kommentárjának tanúsága szerint Trey Parker és Matt Stone fejéből úgy pattant ki az epizód ötletének terve, hogy lerajzolták Butterst egy hamis VR-headsettel a fején, amit Cartman irányít. Parker szerint teljes természetességgel illik Cartman jelleméhez, hogy ilyesmit csináljon Butters rovására. A baj csak az volt, hogy az alapötlet, miszerint Cartman folyamatosan hülyére veszi Butterst, már több régi epizód témája is volt (legjellemzőbben a "Casa Bonita" című részé).
Ahogy megírták a forgatókönyvet, úgy érezték azt egyre élvezetesebbnek, pusztán csak azért, mert érezték, hogy a cselekmény előrehaladtával a nézők is egyre inkább összezavarodnak, hogy mi a valóság és mi nem az. A történések első felét követően maga Parker és Stone is így érzett, mert úgy voltak vele, hogy majd menet közben kitalálják - csakhogy ez bonyolultabb dolognak bizonyult, mint várták.

## Fordítás
Ez a szócikk részben vagy egészben  a   Grounded Vindaloop című angol Wikipédia-szócikk ezen változatának fordításán alapul.  Az eredeti cikk szerkesztőit annak laptörténete sorolja fel. Ez a jelzés csupán a megfogalmazás eredetét és a szerzői jogokat jelzi, nem szolgál a cikkben szereplő információk forrásmegjelöléseként.